# موجي-كو
موجي-كو (باليابانية: 門司区) هو حي في اليابان، يقع في كيتاكيوشو، بلغ عدد سكانه 97,293 نسمة وذلك حسب إحصائيات سنة 2017، تبلغ مساحته 73.37 كيلومتر مربع.

## أعلام
- كيتا تاكاهاشي